# Karin Petersen
Pour les articles homonymes, voir Petersen.
Karin Petersen (ou Karine Petersen, ou Karin Petersen-Lépine) est une actrice française d'origine danoise née Karine Lépine le 27 mars 1945 à Paris et morte dans cette même ville le 1er avril 1982.

## Biographie

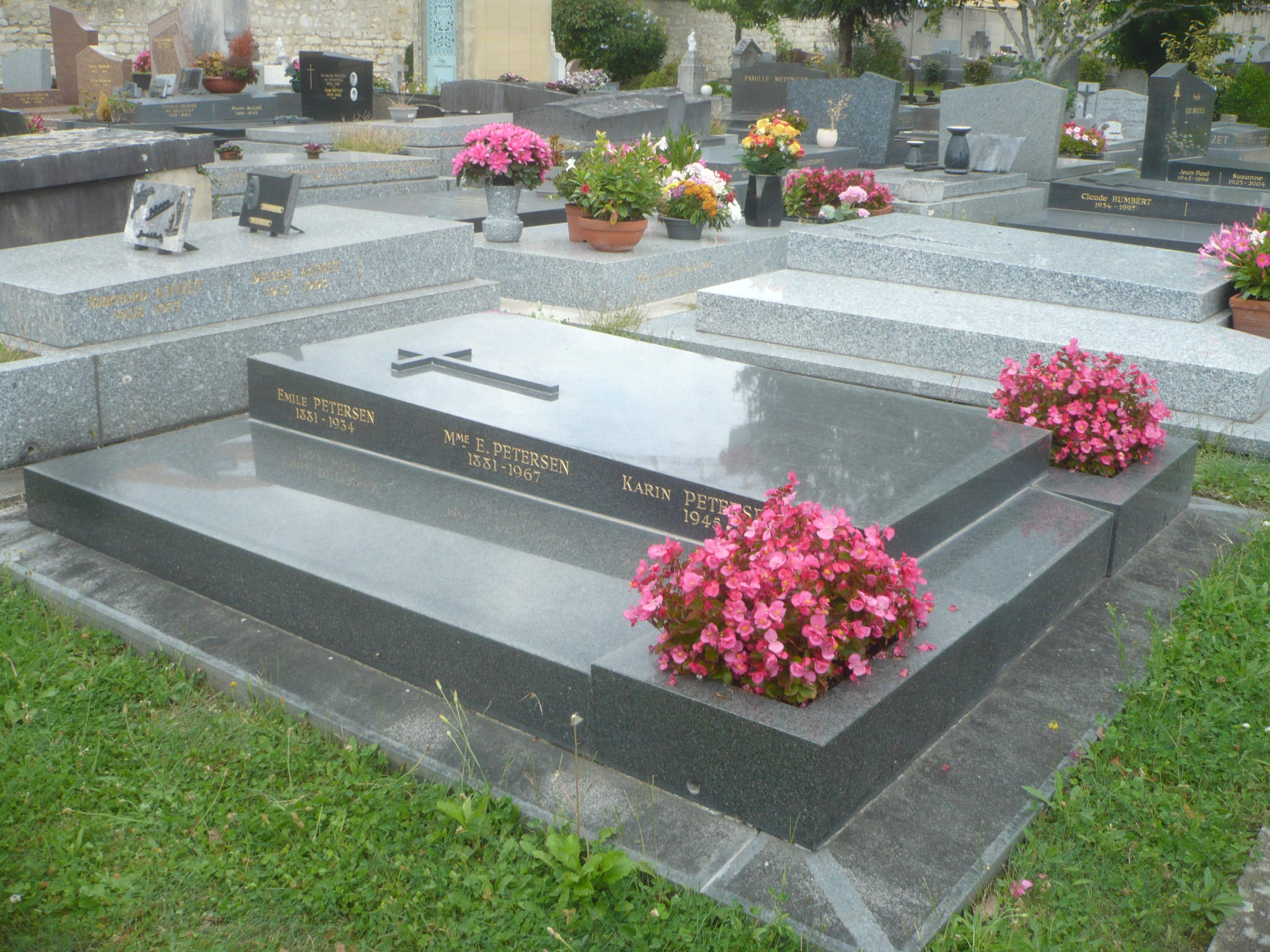
Sépulture de Karin Petersen au cimetière de Bourg-la-Reine, dans les Hauts-de-Seine.

Elle est surtout connue pour son interprétation de Diane de Méridor dans la série La Dame de Monsoreau. Elle a également joué dans quelques films. Elle se suicide à 37 ans à la suite d'un viol subi en 1981  : elle avait invité chez elle trois musiciens qui jouaient de la guitare dans les rues du quartier Saint-Germain-des-Prés. L'un d'eux, Michel Van Cauteren, dit « Manolo le gitan », est resté dans l'appartement et l'a violée. Lors du procès de celui-ci en 1983, l'avocate de la famille de la victime déclare au jury : « Ce que vous avez à juger, ce n'est pas un viol, c'est un assassinat ». Son violeur est condamné à vingt ans de réclusion criminelle.
Elle était l'épouse de Paul Guers dont elle a un fils, Laurent. Elle repose au cimetière de Bourg-la-Reine (division 7).

## Filmographie
- 1977 : C'est arrivé à Paris (TV) : Arlette Stavisky
- 1976 : Le Cœur au ventre de Robert Mazoyer, (série télévisée) : Marie-Claude Mancier
- 1976 : Spermula de Charles Matton : Sala
- 1976 : Le Siècle des Lumières (TV) : Roxane
- 1974 : Les Quatre Charlots mousquetaires d'André Hunebelle : Milady
- 1974 : Les Charlots en folie : À nous quatre Cardinal ! d'André Hunebelle : Milady
- 1974 : Frankenstein : Une histoire d'amour (TV) : Élisabeth
- 1973 : Arsène Lupin (série télévisée, épisode L'Homme au chapeau noir) : Juliette
- 1973 : Lucky Luciano de Francesco Rosi : Igea
- 1973 : Le Feu aux lèvres de Pierre Kalfon : Mme Misseron
- 1972 : Mauprat de Jacques Trébouta (TV) : Edmée
- 1971 : La Dame de Monsoreau de Yannick Andréi, (série télévisée) : Diane de Méridor
- 1970 : Les Cinq Dernières Minutes, épisode Les Mailles du filet de Claude Loursais : Kitty
- 1969 : Les Trois Portes (téléfilm) : Cécile
- 1968 : Delphine d'Éric Le Hung
- 1968 : La Prunelle d'Edmond Tyborowski, (série télévisée)

## Théâtre
- 1969 : Le Vison voyageur de Ray Cooney et John Chapman, mise en scène Jacques Sereys, Théâtre du Gymnase
- 1968 : La Moitié du plaisir de Steve Passeur, Jean Serge et Robert Chazal, mise en scène de Robert Hossein, Théâtre Antoine
- 1967 : Pauvre Bitos ou le Dîner de têtes de Jean Anouilh, mise en scène de l'auteur et Roland Piétri, Théâtre de Paris
- 1967 : L'Alouette de Jean Anouilh, mise en scène Jean Anouilh et Roland Piétri, Théâtre de Paris